# کنراد پلا
کنراد پلا (به انگلیسی: Conrad Pla) (زاده ۲۴ اکتبر ۱۹۶۶) بازیگر اسپانیایی است.
از فیلم‌های معروف او می‌توان به بازی در فیلم بلوک ۱۶ اشاره کرد.